# رولان دوشاتله
رولان دوشاتله (به فرانسوی: Roland Duchâtelet) (زاده ۱۴ نوامبر ۱۹۴۶) تاجر اهل بلژیک است که ایدئولوژی لیبرالیسم اجتماعی خود را به یک جنبش سیاسی تبدیل کرده است.
دوشاتله ریاست باشگاه‌های سنت ترویدنس (بلژیک)، کارل زایس ینا (آلمان)، اویپست (مجارستان) و آلکورکون (اسپانیا) را برعهده دارد و همچنین باشگاه فوتبال استاندارد لیژ را در ۲۲ ژوئن ۲۰۱۱ و باشگاه فوتبال چارلتون را در ژانویه ۲۰۱۴ خریداری کرده است.